# Ізотретиноїн
Ізотретиноїн, також відомий як 13-цис-ретиноєва кислота продається під торговою маркою Аккутан (Accutane) серед інших, є препаратом, який використовується для лікування шкірних захворювань, таких як іхтіоз арлекіноподібного типу та пластинчастий іхтіоз, а також важкі кістозні вугри або вугри, які не реагують на антибіотики. Ізотретиноїн використовується не за призначенням (офф-лейбл) для лікування базаліоми та плоскоклітинного раку, хоча клінічні дані свідчать про те, що він неефективний у цьому випадку. Це ретиноїд, що означає, що він споріднений вітаміну А, і міститься в організмі в невеликих кількостях. Його ізомер, третиноїн, також є ліками від акне.
Найпоширенішими несприятливими реакціями є сухість губ (хейліт), суха та ламка шкіра (ксеродерма), сухість очей і підвищена схильність до сонячних опіків. Непоширені та рідкісні несприятливі ефекти включають м'язовий (міалгії) та головний біль. Деякі з цих несприятливих ефектів можуть зберігатися тривалий час після припинення використання препарату. Ізотретиноїн може спричинити печінкову недостатність, тому слід регулярно перевіряти показники крові пацієнта.
Відомо, що він викликає вроджені вади через внутрішньоутробний вплив через велику схожість молекули з ретиноєвою кислотою, природною похідною вітаміну А, яка контролює нормальний ембріональний розвиток. Також відмічали зв'язок з психіатричними побічними ефектами, найчастіше депресією, але також, рідше, психозом і незвичною поведінкою. Інші рідкісні побічні ефекти включають гіперостоз і передчасне закриття епіфіза, які, як повідомляється, є стійкими.
Ізотретиноїн був запатентований у 1969 році та схвалений для медичного використання в 1982 році. У 2021 році у Сполучених Штатах виписали більш ніж 1 мільйонів рецептів.
В Україні ізотретиноїн зареєстрований під брендами Роаккутан, Акнетін, Акнетрекс, Белоретин (станом на березень 2025 року).

## Медичне використання
Ізотретиноїн використовується в основному для лікування стійкого кістозного акне. Багато дерматологів також підтримують його використання для лікування незначних ступенів акне, які виявилися стійкими до інших методів лікування, або які спричиняють рубці чи психологічний стрес. Ізотретиноїн не показаний для лікування препубертатних акне та не рекомендований дітям віком до 12 років.
Він також певною мірою ефективний при гнійному гідраденіті та деяких випадках важкого розацеа. Його також можна використовувати для лікування арлекіноподібного іхтіозу, пластинчастого іхтіозу та використовується у випадках пігментної ксеродерми для полегшення кератозів. Ізотретиноїн використовувався для лікування надзвичайно рідкісної прогресуючої фібродисплазії. Він також використовується для лікування нейробластоми у дітей в Японії, але дані про його ефективність непереконливі, і він не був схвалений в інших країнах.
Експериментальна терапія ізотретиноїном також довела ефективність проти генітальних бородавок, але рідко використовується для цього показання, оскільки існують більш ефективні методи. Ізотретиноїн може бути ефективною та безпечною альтернативою терапії гострокінцевих кондилом (RCA) шийки матки. У більшості країн ця терапія в даний час не схвалена і використовується лише в разі неефективності інших методів лікування.

### Обмеження при виписуванні рецептів
Ізотретиноїн є тератогеном. Існує приблизно 20–35 % ризик вроджених дефектів у немовлят, які піддавалися внутрішньоутробному впливу препарату. Приблизно у 30–60 % дітей, які піддавалися ізотретиноїну внутрішньоутробно, спостерігалися нейрокогнітивні порушення.
Через цей ризик існує суворий контроль за призначенням ізотретиноїну жінкам, які можуть завагітніти (або завагітніти) під час прийому ізотретиноїну, і багатьом настійно рекомендується перервати вагітність. Ізотретиноїн також не рекомендується використовувати жінкам, які годують груддю.
У Сполучених Штатах з березня 2006 року відпуск ізотретиноїну здійснюється через програму iPLEDGE під керівництвом Управління з продовольства і медикаментів. Лікарі, які виписують рецепти, фармацевти та всі люди, яким виписують препарат, мають зареєструватися на відповідному сайті. Жінки з дітородним потенціалом повинні взяти на себе зобов'язання використовувати дві форми ефективної контрацепції одночасно під час терапії ізотретиноїном, а також протягом місяця, що безпосередньо передує лікуванню, і протягом місяця, після закінчення терапії. Крім того, вони повинні мати два негативні тести на вагітність з інтервалом у 30 днів і мати негативні тести на вагітність перед виписуванням кожного рецепту.
У більшості країн ізотретиноїн може призначатися лише дерматологами або лікарями-спеціалістами. Деякі країни також дозволяють обмежені рецепти лікарями загальної практики та сімейними лікарями. У Сполученому Королівстві та Австралії ізотретиноїн може призначатися лише консультантом-дерматологом або під його наглядом. Оскільки серйозні кістозні вугрі можуть спричинити постійні рубці протягом короткого періоду, обмеження щодо доступності засобу виявилися спірними. У Новій Зеландії ізотретиноїн може призначати будь-який лікар, але він субсидується лише тоді, коли його призначає професійно зареєстрований лікар загальної практики, дерматолог або практикуюча медсестра.

## Несприятливі ефекти
Вищі дози призводять до більшої токсичності, що нагадує токсичність вітаміну А. Несприятливі ефекти включають:
|                                             | Згідно з інструкціями | Згідно з інструкціями                                                                   | Згідно з інструкціями                                                 | Згідно з інструкціями | Згідно з інструкціями                                                          | Згідно з дослідженнями |
| Тип розладів                                | Дуже часті (≥ 1/ 10) | Часті (≥ 1/100, < 1/10)                                                                 | Рідкісні (≥ 1/ 10000, < 1/1000)                                       | Дуже рідкісні (≤ 1/10000) | Невідома частота                                                               | Частота                |
| ------------------------------------------- | --- | --------------------------------------------------------------------------------------- | --------------------------------------------------------------------- | --- | ------------------------------------------------------------------------------ | ---------------------- |
| Інфекції                                    | |                                                                                         |                                                                       | - Грампозитивна бактеріальна інфекція |                                                                                |                        |
| Кров і лімфатична система                   | - Анемія - Підвищення ШОЕ - Тромбоцитопенія - Тромбоцитоз                                                                            | - Нейтропенія                                                                           |                                                                       | - Лімфаденопатія |                                                                                |                        |
| Імунна система                              | |                                                                                         | - Алергічна шкірна реакція - Анафілактичний реакції - Гіперчутливість | |                                                                                |                        |
| Метаболізм                                  | |                                                                                         |                                                                       | - Діабет - Гіперурикемія |                                                                                |                        |
| Психіатрична                                | |                                                                                         | - Депресія - Погіршення депресії - Агресія - Тривога - Зміни настрою  | - Ненормальна поведінка - Психотичний розлад - Суїцидна ідея - Спокуса самогубства - Самогубство                                                                                        |                                                                                | Психіатричні: 25,15 %  |
| Нервова система                             | | - Головний біль                                                                         |                                                                       | - Ідіопатична внутрішньочерепна гіпертензія - Конвульсії - Загальмованість - Головокружіння                                                                                             |                                                                                |                        |
| Очі                                         | - Блефарит - Коньюнктивіт - Сухі очі - Подразнення очей                                                                              |                                                                                         |                                                                       | - Розмитість - Катаракта - Кольоова сліпота - Непереносимость контактних лінз - Помутніння рогівки - Зниження нічного зору - Кератит - Набряк зорового диску - Фотофобія - Розлади зору |                                                                                |                        |
| Слух                                        | |                                                                                         |                                                                       | - Погіршення слуху |                                                                                |                        |
| Сосуди                                      | |                                                                                         |                                                                       | - Васкуліт (т. е. Грануломатоз з поліангіїтом, алергічний васкуліт) |                                                                                |                        |
| Респіраторна система та органи середостіння | | - Кровотеча з носу - Сухість носу - Назофарингіт                                        |                                                                       | - Бронхоспазм (особливо у людей з астмою) - Охриплість |                                                                                |                        |
| Шлунково-кишковий тракт                     | |                                                                                         |                                                                       | - Коліт - Ілеїт - Сухість горла - Шлунково-кишечна кровотеча - Кров у калі - Запальні захворювання кишечника - Нудота - Панкреатит                                                      |                                                                                |                        |
| Печінка і жовчовивідні шляхи                | - Збільшення трансмінази |                                                                                         |                                                                       | - Гепатит |                                                                                |                        |
| Шкіра і підшкірна тканина                   | - Хейліт - Дерматит - Суха шкіра - Місцеве злущення шкіри - Свербіж - Висип - Ламкість шкіри (з ризиком отримання травм) - Пароніхія |                                                                                         | - Алопеція                                                            | - Вугри - Еритема (обличчя) - Екзантема - Розлади волосся - Гірсутизм - Дистрофія нігтів - Пароніхія - Фоточутливість - Піогенна гранульома - гіперпігментація шкіри - Потливість       | - Еритема мультиформна - Синдром Стівенса-Джонсона - Токсичний некроліз шкіри. | 100 %                  |
| М'язи, скелет і сполучна тканина            | - Артралгія - Міалгія - Біль в спині                                                                                                 |                                                                                         |                                                                       | - Артрит - Кальциноз (кальцифікація зв'язок і сухожиль) - Рання зупинка епіфізного росту - Екзостоз - Гіперостоз - Остеопенія - Тендоніт                                                | - Рабдоміоліз                                                                  |                        |
| Нирки і сечовивідна система                 | |                                                                                         |                                                                       | - Гломерулонефрит | - Сеча темного кольору                                                         |                        |
| Репродуктивні захворювання і розлади грудей | |                                                                                         |                                                                       | | - Сексуальна дисфункція, включаючи еректильна дисфункція та зниження лібідо    |                        |
| Загальні                                    | |                                                                                         |                                                                       | - Збільшення утворення грануляційної тканини - Нездужання |                                                                                |                        |
| Лабораторні дослідження                     | - Збільшення тригліцеридів - Зниження ЛПВЩ                                                                                           | - Збільшення холестерину в крові - Підвищення глюкози в крові - Гематурія - Протеїнурія |                                                                       | - Підвищення креатинфосфокінази |                                                                                |                        |

### Можливі постійні ефекти
Ефект ізотретиноїну може бути постійним. Вважається, що це пов'язано з індукцією апоптозу в сальних залозах, мейбомієвих залозах, клітинах нейробластоми, клітинах гіпоталамуса, клітинах гіпокампу, клітинах асциту лімфоми Дальтона, клітинах меланоми B16F-10, клітинах нейронального гребеня, стовбурових клітинах та інших, що змінює епігенетику і скорочує теломери.
Ізотретиноін може зупинити зростання довгих кісток у молодих людей. Раннє закриття епіфізів може статися у людей, які отримують рекомендовані дози акутана.
Відомо, що ізотретиноїн викликає дисфункцію мейбомієвої залози, що спричиняє стійкий сухий кератокон'юнктивіт (сухе око). Проблеми з мейбомієвими та слинними залозами, ймовірно, пов'язані з невибірковим апоптозом клітин екзокринних залоз. Повідомлялося, що погіршення нічного бачення зберігається у деяких людей після припинення терапії ізотретиноїном хоча більшість випадків погіршення нічного зору, здається, вирішується після припинення лікування.

### Статеві розлади
Ізотретиноїн також пов'язаний з еректильною дисфункцією та зниженням лібідо. У жовтні 2017 року MHRA Великобританії опублікував оновлену інформацію про безпеку у відповідь на повідомлення про ці проблеми. Це було зроблено у відповідь на огляд ЄС, опублікований у серпні 2017 року, в якому зазначено, що правдоподібним фізіологічним поясненням цих побічних ефектів «може бути зниження рівня тестостерону в плазмі». В огляді також зазначено, що «інформація про продукт має бути оновлена, щоб включити „сексуальну дисфункцію, включаючи еректильну дисфункцію та зниження лібідо“ як небажаний ефект із невідомою частотою». Були також повідомлення про порушення сперматогенезу, такі як олігоспермія.

### Шкіра
Найпоширенішими побічними ефектами є шкірно-слизові: сухість губ, шкіри та носа. Іншими поширеними побічними ефектами з боку шкірно-слизової оболонки є запалення та розтріскування губ (хейліт), почервоніння шкіри (еритема), висипання, лущення, екзема (дерматит), свербіж і носова кровотеча. Відсутність сухості губ вважається ознакою недотримання режиму лікування, так як вона зустрічається практично у всіх людей, які його приймають.
Щоб зменшити ці проблеми, протягом усього лікування рекомендується регулярно використовувати бальзам для губ і зволожуючий крем. Можливо, потрібно буде зменшити дозу, щоб зменшити вираженість цих несприятливих ефектів. Шкіра стає більш тендітною, особливо до сил тертя, і може не загоюватися так швидко, як зазвичай. З цієї причини планові операції, епіляція воском, татуювання, видалення татуювань, пірсинг, дермабразія, пілінг тощо не рекомендуються. Лікування рубців від акне зазвичай відкладається до 12 місяців після завершення курсу ізотретиноїну.

### Тератогенність
Ізотретиноїн є тератогеном, який дуже ймовірно спричинить вроджені дефекти, якщо приймати його жінками під час вагітності або навіть незадовго до зачаття. Деякі з найбільш поширених вроджених вад, які може спричинити цей препарат, — це порушення слуху та зору, відсутність або деформація мочок вух, дисморфізм обличчя та аномалії функції мозку. В ЄС пероральний ізотретиноїн протипоказаний під час вагітності та не повинен прийматися жінками, які можуть мати дітей, якщо не виконуються умови програми запобігання вагітності.
Виробник рекомендує виключити вагітність за два тижні до початку терапії ізотретиноїном. Слід використовувати дві одночасні форми ефективної контрацепції принаймні за місяць до початку, під час і щонайменше протягом одного місяця після терапії ізотретиноїном.
У США приблизно 2000 жінок завагітніли під час прийому препарату між 1982 і 2000 роками, причому більшість вагітностей закінчувалися абортом або викиднем. Народилося близько 160 дітей з вадами розвитку. Після того, як FDA запровадило більш сувору програму iPLEDGE для компаній, що продають препарат у США, у 2011 році відбулося 155 вагітностей (0,12 %) серед 129 544 жінок дітородного віку, які приймали ізотретиноїн.
Людям, які приймають ізотретиноїн, забороняється бути донором крові під час і принаймні протягом місяця після припинення терапії через його тератогенність.

### Психологічні ефекти
Рідкісні психологічні побічні ефекти можуть включати депресію, погіршення вже існуючої депресії, агресивні тенденції, дратівливий настрій і тривогу. Дуже рідкісні ефекти включають аномальну поведінку, психоз, суїцидальні думки, спроби самогубства та самогубство. Із загалом 5577 побічних реакцій, про які було повідомлено до MHRA Великобританії до 31 березня 2017 року, більшість (1207, або 22 %) стосувалися психіатричних ефектів. Було 85 повідомлень про суїцидальні думки, 56 про самогубство та 43 про спроби самогубства.
Ізотретиноїн знижує метаболізм головного мозку в орбітофронтальній корі головного мозку в середньому на 21 %, області мозку, яка, як відомо, опосередковує симптоми депресії.
Зв'язок між використанням ізотретиноїну та психопатологією був суперечливим. Починаючи з 1983 року, з'являлися поодинокі випадки, які свідчать про зміну настрою, зокрема про депресію, яка виникає під час або незабаром після застосування ізотретиноїну. Відтоді було проведено кілька досліджень впливу препарату на депресію, психоз, суїцидальні думки та інші психологічні ефекти.

#### Депресія і суїцидальність
Ізотретиноїн є єдиним непсихіатричним препаратом у топ-10 списку препаратів FDA, пов'язаних із депресією, а також входить до 10 найпопулярніших препаратів для спроб самогубства. З 2005 року на упаковці ізотретиноїну в Сполучених Штатах міститься попередження про суїцид, депресію та психоз. У березні 2018 року Європейське агентство з лікарських засобів випустило попередження про можливий ризик нейропсихічних розладів (таких як депресія, тривога та зміни настрою) після використання пероральних ретиноїдів, включаючи ізотретиноїн, хоча обмеження наявних даних не дозволили їм встановити, чи пов'язаний цей ризик із застосуванням ретиноїдів.
Шведське ретроспективне когортне дослідження за участю 5 756 пацієнтів показало статистично значущий підвищений ризик спроб самогубства від 6 місяців після лікування до приблизно 2 років після лікування.
У 2012 році систематичний огляд літератури, пов'язаної із ізотретиноїном, депресією та самогубством, виявив, що дані літератури узгоджуються з асоціацією ізотретиноїну та депресії та з самогубством у підгрупі вразливих осіб. Після цього систематичного огляду в огляді 2014 року група австралійських дерматологів і психіатрів спільно розробила набір рекомендацій щодо безпечного призначення ізотретиноїну. Проте питання про те, чи пов'язане використання ізотретиноїну з психічними захворюваннями, залишається спірним.
Докази того, що депресія причинно пов'язана із застосуванням ізотретиноїну, включають 41 звіт про позитивну пробу з відміною ізотретиноїну, що включає призначення засобу, його відміну і повторне призначення. Більшість із цих випадків не мали історії психіатричних розладів. Існує також тимчасовий зв'язок між розвитком депресії та початком лікування ізотретиноїном, при цьому більшість випадків розвивається через 1–2 місяці лікування. Крім того, більш високі дози ізотретиноїну збільшують ризик розвитку депресії, причому у 25 % людей депресія спостерігається при дозі 3 мг/кг/добу порівняно з 3–4 % при звичайних дозах. Дослідження виявили кілька біологічних процесів, які можуть достовірно пояснити афективні зміни, викликані ізотретиноїном.

#### Психоз
Ізотретиноїн також пов'язують із психозами. Багато несприятливих ефектів ізотретиноїну імітують гіпервітаміноз А, який асоціюється з психотичними симптомами. Дофамінова гіпотеза шизофренії та психозу передбачає, що підвищення дофамінергічної стимуляції або чутливості в лімбічній системі викликає психотичні симптоми.
Було припущено, що порушення регуляції ретиноїдних рецепторів ретиноїдами може спричинити шизофренію. Доказів цього є три: транскрипційна активація рецептора дофаміну D2 — на додаток до рецепторів серотоніну та глутамату — регулюється ретиноєвою кислотою; шизофренія та ретиноїдний каскад були пов'язані з тими самими генними локусами; ретиноїдна дисфункція викликає вроджені аномалії, ідентичні тим, що спостерігаються у людей із шизофренією. Крім того, було показано, що експресія рецепторів дофаміну регулюється ретиноєвою кислотою.

### Опорно-руховий апарат
Ізотретиноїн має ряд ефектів на опорно-руховий апарат. Міалгія (м'язовий біль) і артралгія (біль у суглобах) є поширеними побічними ефектами.  Добре відомо, що ретиноїди, такі як етретинат у високих дозах, викликають зміни кісток, найпоширенішим типом яких є гіперостоз (надмірний ріст кісток), особливо у дітей та підлітків, які ростуть.  Хоча надмірний ріст кісток розглядався як можливий побічний ефект ізотретиноїну, огляд 2006 року виявив мало доказів цього.  Інші проблеми включають передчасне закриття епіфіза та кальцифікацію сухожиль і зв’язок.  Найчастіше уражаються кістки хребта і стопи. Фактори ризику для скелетних ефектів включають літній вік, більшу дозу та тривалий курс лікування. Більшість змін кісток не викликають симптомів і можуть бути помічені лише за допомогою рентгенівського зображення. 

### Шлунково-кишкові розлади
Ізотретиноїн може викликати неспецифічні шлунково-кишкові симптоми, включаючи нудоту, діарею та біль у животі.  Препарат пов'язаний із запальним захворюванням кишечника — виразковим колітом, але не хворобою Крона. Також є повідомлення про розвиток і погіршення наявного синдрому подразненого кишечника.

### Очні порушення
Під час лікування ізотретиноїном дуже поширена сухість очей, спричинена апоптотичним ефектом ізотретиноїну на мейбомієві залози. В результаті у деяких людей розвивається непереносимість контактних лінз. У деяких людей ці зміни є тривалими або незворотними та свідчать про дисфункцію мейбомієвої залози. Інші поширені наслідки для очей включають запалення повік (блефарит), почервоніння, викликане кон'юнктивітом і подразнення ока. Більш рідкісні очні несприятливі ефекти включають розмитість зору, погіршення нічного зору (яке може бути постійним), дальтонізм, розвиток помутніння рогівки, запалення рогівки (кератит), набряк диска зорового нерва (набряк зорового нерва, пов'язаний з ВЧГ), світлобоязнь та інші розлади.

## Фармакологія

### Механізм дії
Точний механізм дії ізотретиноїну невідомий, але кілька досліджень показали, що ізотретиноїн індукує апоптоз (програмну загибель клітин) у різних клітинах організму. Загибель клітин може бути спровокована в мейбомієвих залозах, гіпоталамусі, гіпокампі і, що важливо для лікування акне, у сальних залозах. Ізотретиноїн має низьку спорідненість до рецепторів ретиноєвої кислоти (RAR) і ретиноїдних X рецепторів (RXR), але може внутрішньоклітинно перетворюватися на метаболіти, які діють як агоністи ядерних рецепторів RAR і RXR.
Одне дослідження показує, що препарат посилює вироблення в шкірі асоційованого з нейтрофілами желатинази ліпокаліну (NGAL), який, як було показано, зменшує вироблення шкірного сала шляхом індукції апоптозу в сальних залозах, одночасно виявляючи антимікробну дію на Cutibacterium acnes. Препарат зменшує виділення сала сальними залозами. Ізотретиноїн є єдиним доступним препаратом від акне, який впливає на всі чотири основні патогенні процеси в акне, що відрізняє його від альтернативних методів лікування (таких як антибіотики) і пояснює його ефективність у важких, нодулокістозних випадках. Вплив ізотретиноїну на вироблення шкірного сала може бути тимчасовим або ремісія захворювання може бути «повною та тривалою».
Вважається, що ізотретиноїн знижує регуляцію ферменту теломерази та hTERT, пригнічуючи «імморталізацію клітин і пухлиноутворення». У дослідженні 2007 року було доведено, що ізотретиноїн пригнічує дію металопротеази MMP-9 (желатинази) у шкірному салі без жодного впливу на дію TIMP1 та TIMP2 (тканинних інгібіторів металопротеаз). Вже відомо, що металопротеази відіграють важливу роль у патогенезі акне.

#### Діяльність ЦНС
Можлива біологічна основа випадків депресії включає зниження метаболізму в орбітофронтальній корі (ОФК) лобової частки. Було також виявлено, що зниження метаболізму ОФК корелює з головним болем. Люди, які повідомляють про головний біль як несприятливий ефект, часто повідомляють про супутні нейропсихічні симптоми, особливо депресію. Встановлено статистично значущий зв'язок між головним болем і депресією. Припускають, що люди, чутливі до ефектів ЦНС, спричинених ізотретиноїном, також можуть бути чутливими до інших психічних побічних ефектів, таких як депресія.
Дослідження на мишах і щурах виявили, що ретиноїди, включаючи ізотретиноїн, зв'язуються з дофамінергічними рецепторами в центральній нервовій системі. Ізотретиноїн може впливати на дофамінергічну нейротрансмісію, порушуючи структуру дофамінових рецепторів і знижуючи дофамінергічну активність. Дофамінергічна система бере участь у численних психологічних розладах, включаючи депресію. Вважається, що ізотретиноїн також впливає на серотонінергічну систему — він збільшує експресію 5-HT1A рецептори в пресинаптичному нейроні, які пригнічують секрецію серотоніну. Ізотретиноїн також прямо чи опосередковано посилює трансляцію білка-переносника серотоніну (SERT), що призводить до збільшення зворотного захоплення та, як наслідок, до зниження синаптичної доступності серотоніну.
Гальмування нейрогенезу гіпокампа може також відіграти роль у розвитку ізотретиноінно-індукованої депресії. Додатковий вплив ізотретиноіну на мозок включає функцію ретинової кислоти в гіпоталамусі, гормональному регуляторному центрі мозку і частини гіпотамус-гіпофіз-наднирникової осі, ключової частини реакції організму на стрес. Інші області мозку, які регулюються ретинової кислотою і потенційно порушуються ізотретиноїном, включають фронтальну кору та стріат.

### Фармакокінетика і фармакодинаміка
Пероральний ізотретиноїн найкраще засвоюється, якщо його приймати разом із їжею з високим вмістом жиру, оскільки він має високий рівень ліпофільності. Ефективність ізотретиноїну подвоюється при прийомі після їжі з високим вмістом жиру порівняно з прийомом без їжі. У зв'язку з молекулярним зв'язком ізотретиноїну з вітаміном А, його не слід приймати з добавками вітаміну А через небезпеку токсичності через кумулятивне передозування. Аккутан також негативно взаємодіє з тетрацикліном, іншим класом ліків від прищів, і з препаратами прогестерону в мікродозах («міні-пілі»), норетистероном/етинілестрадіолом («OrthoNovum 7/7/7»), звіробоєм, фенітоїном і системними кортикостероїдами.
Ізотретиноїн головним чином (99,9 %) зв'язується з білками плазми, переважно з альбуміном. Три метаболіти ізотретиноїну виявляються в плазмі крові людини після перорального введення: 4-оксо-ізотретиноїн, ретиноїдна кислота (третиноїн) і 4-оксо-ретиноєва кислота (4-оксо-третиноїн). Ізотретиноїн також необоротно окислюється до 4-оксо-ізотретиноїну, який утворює його геометричний ізомер 4-оксо-третиноїн. Після перорального прийому 80 мг дози рідкої суспензії 14C-ізотретиноїну, 14C-активність у крові знижується з періодом напіврозпаду 90 годин. Потім метаболіти ізотретиноїну та його кон'югати виводяться із сечею та фекаліями суб'єкта у відносно рівних кількостях. Після разової пероральної дози 80 мг ізотретиноїну у 74 здорових дорослих суб'єктів під час прийому їжі, середній період напіввиведення (t1/2) ізотретиноїну та 4-оксо-ізотретиноїну становив 21,0±8,2 години та 24,0±5,3 години відповідно. Як після одноразових, так і багаторазових доз спостережувані коефіцієнти накопичення ізотретиноїну коливалися від 0,90 до 5,43 у людей з кістозними акне.

## Історія
Сполука 13-цис-ретиноєва кислота була вперше досліджена в 1960-х роках у лабораторіях Roche у Швейцарії Вернером Боллагом як засіб лікування раку шкіри. Експерименти, завершені в 1971 році, показали, що ця сполука, ймовірно, неефективна при раку, але, як не дивно, вона може бути корисною для лікування акне. Однак вони також показали, що сполука, ймовірно, спричиняє вроджені дефекти, тому у світлі подій навколо талідоміду Рош відмовився від продукту. У 1979 році була опублікована стаття, в якій повідомлялося про ефективність препарату для лікування кістозних і конглобатних вугрів у чотирнадцяти пацієнтів, у тринадцяти з яких хвороба повністю вилікувалася. Під час клінічних випробувань суб'єктів ретельно перевіряли, щоб уникнути включення жінок, які були або могли завагітніти. Заявка Roche на новий лікарський засіб для ізотретиноїну для лікування акне включала дані, які свідчать про те, що цей препарат спричиняє вроджені дефекти у кроликів. FDA схвалила заявку в 1982 році.
Вчені, які брали участь у клінічних випробуваннях, опублікували статті, в яких попереджали про вроджені дефекти, у той самий час, коли препарат був запущений у США, але ізотретиноїн швидко й широко став популярним як серед дерматологів, так і серед лікарів загальної практики. Випадки вроджених вад виявились у перший же рік, що призвело до того, що FDA почало публікувати звіти про випадки, а компанія Roche надсилала лікарям листи з попередженнями та розміщувала попереджувальні наклейки на упаковці з ліками, а також містила сильніші попередження на етикетці.
Постраждалі почали подавати позови проти Roche. У 1983 році було скликано консультативний комітет FDA, який рекомендував посилити заходи, яких було вжито і які були на той час безпрецедентними: попередити банки крові, щоб вони не приймали кров від людей, які приймають ліки, і додати попередження на етикетку, що рекомендує жінкам почати приймати контрацептиви за місяць до початку прийому препарату. Однак використання препарату продовжувало зростати, як і кількість дітей, народжених із вродженими дефектами. У 1985 році етикетку було оновлено, було додано додаткове попередження на упаковці. На початку 1988 року FDA скликало новий консультативний комітет, і співробітники FDA підготували внутрішню записку, в якій говорилося, що близько 1000 дітей народилися з вродженими вадами через ізотретиноїн, що було спричинено приблизно 1000 викиднів і що від 5000 до 7000 жінок зробили аборти через ізотретиноїн.
Меморандум просочився до The New York Times за кілька днів до зустрічі, що викликало бурхливу увагу ЗМІ. На засіданні комітету як дерматологи, так і компанія Рош стверджували, що ліки потрібно залишити на ринку, але збільшити освітні зусилля. Педіатри та Центри з контролю та профілактики захворювань (CDC) сперечалися про вилучення препарату з ринку. Комітет рекомендував обмежити лікарів, які можуть призначати препарат, і вимагати другу думку перед його призначенням. FDA, вважаючи, що відповідно до закону не має повноважень обмежувати право призначати ліки, залишило препарат на ринку, але вжило подальших безпрецедентних заходів: воно вимагало від компанії Рош зробити попередження ще більш помітними та наочними, надати лікарям форми інформованої згоди пацієнта, які слід використовувати під час призначення препарату, і провести подальші дослідження, щоб перевірити, чи заходи зменшують вплив препарату на вагітних жінок. Компанія Рош запровадила ці заходи та запропонувала оплатити консультації з питань контрацепції та тестування на вагітність для жінок, яким призначали препарат; програма отримала назву «Програма запобігання вагітності».
Звіт CDC, опублікований у 2000 році, показав проблеми з Програмою запобігання вагітності та показав, що збільшення кількості рецептів було не за призначенням. Цу спонукало компанію Рош змінити свою програму, перейменувавши її на «Цільову програму запобігання вагітності» та додати зміни до етикетки, як-от вимоги до двох тестів на вагітність, двох видів контрацепції та до лікарів, щоб ті безпосередньо виписувати рецепти фармацевтам; надання додаткових навчальних матеріалів, а також надання безкоштовних тестів на вагітність.
Наприкінці 2000 року FDA провело ще одну консультативну зустріч, на якій знову обговорювалося, як запобігти впливу препарату на вагітних жінок. Дерматологи свідчили про надзвичайну ефективність препарату, психологічний вплив акне та вимагали самостійності у призначенні препарату. Інші спеціалісти стверджували, що препарат слід заборонити або вжити набагато суворіших заходів.
У 2001 році FDA оголосило про нову регуляторну схему під назвою SMART (Система управління тератогенністю, пов'язаною з Аккутаном), яка вимагала від компанії Рош надавати лікарям певні навчальні матеріали, а також щоб лікарі підписували та повертали компанії Рош лист із підтвердженням того, що вони переглянули навчальні матеріали, щоб компанія Рош потім надсилала лікарям наклейки, які лікарі повинні були розмістити на рецептах, які вони видають людям після підтвердження негативного тесту на вагітність. Рецепти могли бути виписані лише на 30 днів і не могли бути оновлені, тому для кожного рецепта потрібен новий тест на вагітність.
У лютому 2002 року закінчився термін дії патентів компанії Рош на ізотретиноїн, і зараз багато інших компаній продають дешевші дженеричні версії препарату. 29 червня 2009 року компанія Рош, оригінальний творець і дистриб'ютор ізотретиноїну, офіційно припинила виробництво та розповсюдження свого бренду Аккутан у Сполучених Штатах через те, що компанія назвала бізнес-причинами, пов'язаними з низькою часткою ринку (нижче 5 %), у поєднанні з високою вартістю захисту позовів про ушкодження, поданих деякими людьми, які приймали препарат. Компанія Roche USA продовжує захищати Аккутан і стверджує, що вилікувала понад 13 мільйонів людей з моменту його введення в 1982 році. компанія F. Hoffmann-La Roche Ltd. очевидно продовжить виробництво та розповсюдження Роаккутану за межами Сполучених Штатів.
Серед іншого, актор Джеймс Маршалл подав до суду на Roche через нібито пов'язану з Аккутаном хворобу, яка призвела до видалення його товстої кишки. Однак судді вирішили, що у Джеймса Маршалла вже було захворювання кишечника.
У Сполучених Штатах було проведено кілька судових процесів щодо претензій щодо запальних захворювань кишечника, багато з яких призвели до багатомільйонних вироків проти виробників ізотретиноїну.

## Суспільство і культура

### Бренди
Станом на 2017 рік ізотретиноїн продається під багатьма торговими марками в усьому світі: A-Cnotren, Absorica, Accuran, Accutane, Accutin, Acne Free, Acnecutan, Acnegen, Acnemin, Acneone, Acneral, Acnestar, Acnetane, Acnetin A, Acnetrait, Acnetrex, Acnogen, Acnotin, Acnotren, Acretin, Actaven, Acugen, Acutret, Acutrex, Ai Si Jie, Aisoskin, Aknal, Aknefug Iso, Aknenormin, Aknesil, Aknetrent, Amnesteem, Atlacne, Atretin, Axotret, Casius, Ciscutan, Claravis, Contracné, Curacne, Curacné, Curakne, Curatane, Cuticilin, Decutan, Dercutane, Effederm, Epuris, Eudyna, Farmacne, Flexresan, Flitrion, I-Ret, Inerta, Inflader, Inotrin, Isac, Isdiben, Isoacne, Isobest, Isocural, Isoderm, Isoface, IsoGalen, Isogeril, Isolve, Isoprotil, Isoriac, Isosupra, Isosupra Lidose, Isotane, Isotina, Isotinon, Isotren, Isotret, Isotretinoin, Isotretinoina, Isotretinoína, Isotretinoine, Isotretinoïne, Isotrétinoïne, Isotretinoinum, Isotrex, Isotrin, Isotroin, Izotek, Izotziaja, Lisacne, Locatret, Mayesta, Medinac, Myorisan, Neotrex, Netlook, Nimegen, Noitron, Noroseptan, Novacne, Oralne, Oraret, Oratane, Piplex, Policano, Procuta, Reducar, Retacnyl, Retin A, Roaccutan, Roaccutane, Roacnetan, Roacta, Roacutan, Rocne, Rocta, Sotret, Stiefotrex, Tai Er Si, Teweisi, Tretin, Tretinac, Tretinex, Tretiva, Tufacne, Zenatane, Zerocutan, Zonatian ME та Zoretanin.
Місцевий комбінований препарат еритроміцин/ізотретиноїн поєднує антибіотик еритроміцин з ізотретиноїном і продається під торговими марками Isotrex Eritromicina, Isotrexin і Munderm.